# Mascarenhas (Mirandela)
Mascarenhas é uma povoação portuguesa sede da Freguesia de Mascarenhas do Município de Mirandela, freguesia com 28,07 km² de área e 422 habitantes (censo de 2021), tendo, por isso, uma densidade populacional de 15 hab./km².

## Demografia
A população registada nos censos foi:
| Distribuição da População por Grupos Etários | Distribuição da População por Grupos Etários | Distribuição da População por Grupos Etários | Distribuição da População por Grupos Etários | Distribuição da População por Grupos Etários |
| -------------------------------------------- | -------------------------------------------- | -------------------------------------------- | -------------------------------------------- | -------------------------------------------- |
| Ano                                          | 0-14 Anos                                    | 15-24 Anos                                   | 25-64 Anos                                   | > 65 Anos                                    |
| 2001                                         | 81                                           | 97                                           | 299                                          | 193                                          |
| 2011                                         | 49                                           | 47                                           | 258                                          | 196                                          |
| 2021                                         | 28                                           | 36                                           | 182                                          | 176                                          |

## Personalidades ilustres
- Senhor de Mascarenhas

## Povoações
Povoações da freguesia:
- Guribanes
- Mascarenhas
- Paradela
- Valbom dos Figos
- Vale Pereiro